# Gyrithe Lemche

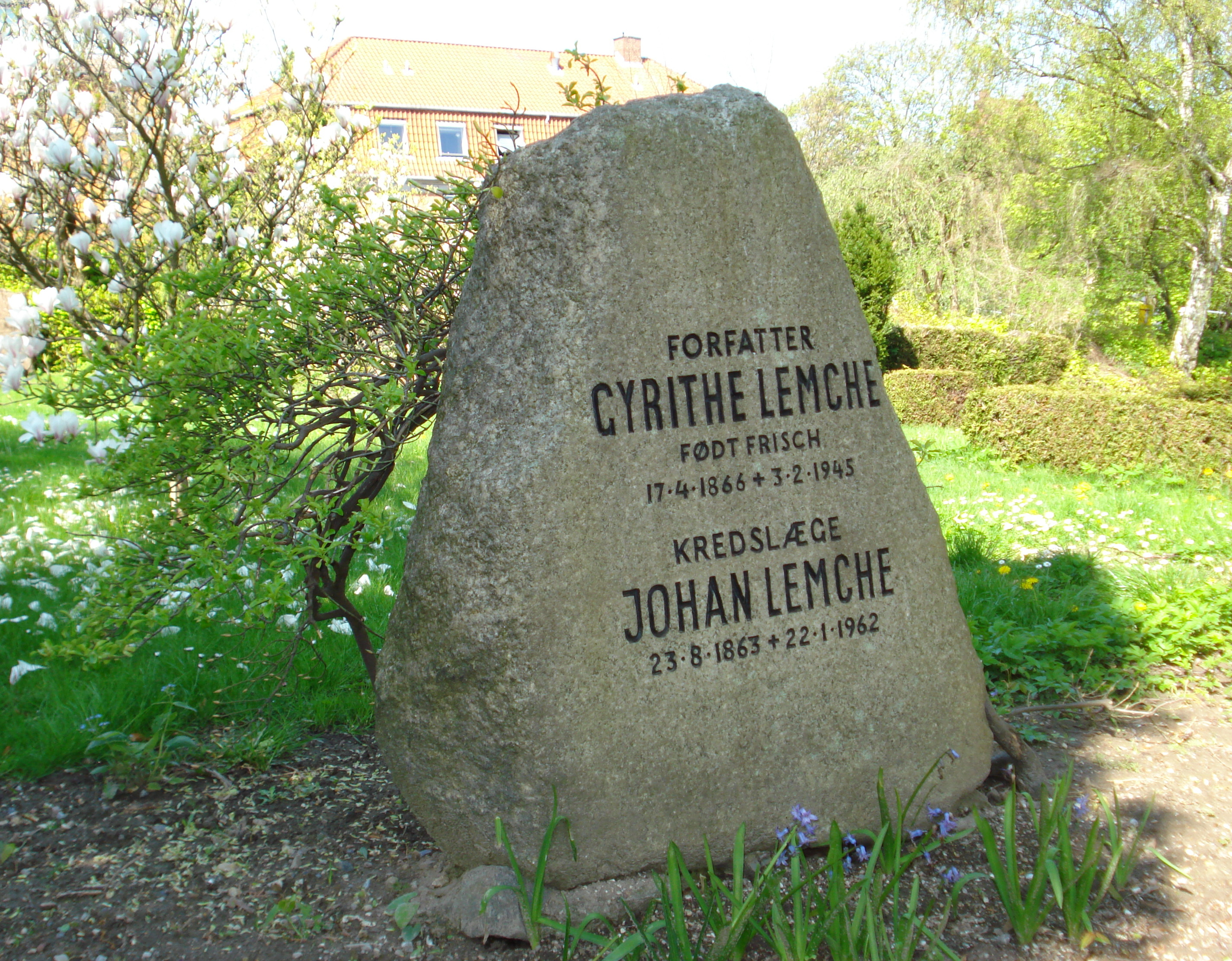
Makarna Lemches gravsten på Assistens Kirkegård i Kongens Lyngby.

Ellen Gyrithe Lemche, född Frisch den 17 april 1866 i Köpenhamn, död den 3 februari 1945 i Kongens Lyngby, var en dansk författare.

## Biografi
Gyrithe Lemche avlade 1883 studentexamen och ingick 1893 äktenskap med läkaren Johan Lemche. Hon författade den socialistiska romanen Folkets synder (1899) innan hon slog igenom med den stora kulturhistoriska romanserien Edwardsgave i fem band (1901–1912), där hon skildrar 1700- och 1800-talets inre förhållanden genom två köpmanssläkters öde. De Fyrstenberg bønder (1905) behandlar en bys utveckling till villakvarter och förstad.
Gyrithe Lemche var en aktiv kvinnosakskämpe. Hon var ledare för Dansk Kvindesamfund och var mellan 1913 och 1919 redaktör för tidskriften Kvinden og Samfundet. Rörelsens historia skildrade hon i den självbiografiska romanen Tempeltjenere i tre band (1926–1928).

## Utmärkelser
- Tagea Brandts rejselegat for kvinder, 1927